# 톰과 제리의 등장인물 목록
이것은 톰과 제리의 등장인물 목록이다.

## 주연
- 토머스 캣 (흔히 톰이라고 부름, Thomas Cat)     청회색 러시안블루 고양이로 제리를 괴롭힐 생각만 하지만, 마음씨가 여려 제리를 잡고 난 뒤에도 생각대로 괴롭히지 못하고 역으로 괴롭힘을 당한다. 투들스를 좋아하고, 고양이답게 우유를 마신다. 톰의 원래 이름은 제스퍼였으나 2회 때부터 톰으로 이름이 바뀌었다. 늘 제리를 괴롭히고 못 잡아먹어서 안달이지만 언제나 제리에게 당하기만 한다. 하지만 제리가 갑자기 쓰러지자(비록 연기였지만) 돌연 괴롭힘을 멈추고 서둘러 구급상자를 갖고오는가 하면 버려진 강아지를 데려온 제리를 강아지와 함께 밖으로 내쫓은 후에 밖에 비바람이 몰아치는걸 보고 제리와 강아지가 빗물에 떠내려가는 상상까지 하다 밖으로 찾으러 나가는걸 보아 츤데레이며, 거기다 제리와 동맹을 맺는 경우도 있다. 톰은 피아노 재능도 있다. 말을 할 수 없다.

- 제리 마우스 (흔히 제리라고 부름, Jerry Mouse)

옅은 갈색 수컷 생쥐로 톰에게 괴롭힘을 당하지만, 꾀로 역으로 괴롭힌다. 몸집은 작지만, 톰보다 힘이 훨씬 쎄다. 그만큼 엄청난 대식가이기도 하다. 톰과는 몸집 차이가 어마어마해서 금방이라도 잡아먹을 것 같지만 언제나 고도의 전략과 재빠른 몸놀림으로 번번이 톰을 골탕먹인다. 허구한 날 툭탁거리는 동안 미운정이 들었는지 톰이 안보이면 무척이나 심심해한다. 치즈를 좋아하며, 말을 할 수 없다.
- 스파이크 도그, 킬러 (흔히 스파이크라고 부름, Spike Dog/Killer)

밝은 회색 불독으로 톰을 먼저 괴롭히는 일은 없지만, 톰이 자신의 아들이나 자신의 낮잠을 방해할 때 괴롭힌다. 처음 등장한 5화에서는 레시로, 그 이후에 킬러라고 불리었으나, 이후 스파이크라는 이름이 붙여졌고, 아들을 굉장히 아낀다. 여타 조연보다 많은 시리즈에 출연을 해 주연으로 봐도 된다.

## 조연
- 매미 투슈 강한 괴력과 거대한 몸집을 지녔다. (톰의 첫 번째 주인, Mammy Two-shoes)

작중에서는 팔, 다리만 등장하는 뚱뚱한 흑인 중년 여성. 그 집 주인의 하녀라고 한다. 그녀의 친척으로는 괴짜 해리엇 여사가 있다. 크기는 353이다. 쥐를 무서워한다.
- 니블스 (제리의 조카. 터피라고도 함, Nibbles/Tuffy)

회색 고아 생쥐, 기저귀를 항상 입고 있고 제리보다 체구가 작다. 식성이 좋고, 에피소드마다 다르게 등장한다. 제리의 조카, 제리의 친구의 아들, 사촌 동생, 고아 등 다르게 등장한다. 말을 할 수 있다.
- 부치 캣 (톰의 나쁜 친구. 흔히 부치라고 부름, Butch Cat)

검은색 고양이로 쓰레기통에서 사는 길고양이다. 여자를 사로잡는 능력이 톰처럼 뛰어나며, 암컷 고양이, 쥐, 기타 능력 대결을 위해 톰과 가끔 다툰다. 가끔은 직업도 가지고 나올 때도 있다.(폭력배 두목, 쥐 박멸 전문가 등)
- 타이크 (스파이크의 아들, Tyke)

밝은 회색 불독으로 아직은 어리지만, 아빠에게 남자다워지는 법을 배우고 있다.
- 주인집 커플 (톰의 두 번째 주인, The Couple/George-Joan)

88화부터 등장. 조지, 조앤 부부로 이들은 슬하에 한 명의 자식이 있다. 톰과 스파이크를 쫓아 버렸다.
- 제니 (톰의 세 번째 주인, Jennie)

젊은 백인 여성인데, 디즈니의 신데렐라를 닮았다.일반적으로 주인집 커플보다 먼저 나와서 두 번째 주인으로 알고 있지만 하녀, 베이비시터로 고용된 10대 후반 소녀이다. 10대 소녀라 수다도 잘 떨고, 하라는 일은 안하는 편이다. 정말 무책임하다. 그녀가 전화로 수다를 떠는 바람에 아저씨와 아줌마의 아기가 없어졌다고 적반하장으로 경찰관 아저씨한테 허위신고를 하지 않나, 베이비시터로 고용되었는데도 아저씨와 아줌마의 아기를 돌보지 않고 친구랑 전화로 수다를 떨지를 않나,  톰과 제리가 아기를 잘 돌보는데도 아기를 괴롭혔다고 오해해서 톰을 때리지를 않나, 이건 진짜 아동방임 및 동물학대다.
- 미트헤드 캣 (톰의 나쁜 친구. 흔히 미트헤드라고 부름, Meathead Cat)

톰과 쥐를 가지고, 다투는 에피소드에 주로 등장하는 옅은 갈색 고양이.
- 라이트닝 캣 (톰의 나쁜 친구. 흔히 라이트닝이라고 부름, Lightning Cat)

처음 등장한 에피소드에서는 매미 투슈가 데려온 고양이로 등장하지만, 이내 쫓겨나 길고양이가 된다. 톰이랑 놀 때 등장하는 주황색 고양이이다.

- 톰의 고양이 친구들. 악우. (the Pals)

주황색(라이트닝), 살구색(톱시/ 아기 고양이 쓰레기통을 뒤집어씀. 회색으로도 출연.), 갈색(미트헤드) 등
- 새끼오리, 카나리아 (이름은 퀘이커 혹은 카나리아 더클링, 흔히 카나리아 또는 새끼오리라고 부름, Quacker/The Duckling(Canaria Duckling))

노란색 오리. 원래는 노란 새였으나 오리로 바뀌어 등장했다. 자신의 얼굴을 보고 슬퍼하기도 하고, 자신의 엄마는 톰이라는 생각도 하고, 수영을 못해 고뇌에 빠지기도 하고, 몽유병에 걸리는 등 다양한 모습으로 나온다. 그러나 카나리아인 꾸꾸는 오리와 달리 대사가 없다. 꾸꾸는 2번 등장했고 '톰의 수난 시대' 편에서는 엄청나게 무거운 볼링공을 들어서 바닥에다 떨어뜨리다가 바닥은 부서지고 톰은 그  바닥에서 추락한다. 덕분에 장난감 기차 레일에 묶인 제리는 살았다. '하늘을 나는 톰' 편에서는 엄청 무거운 추를 들 줄 아는 의외의 괴력을 보인다. 제리가 꾸꾸에게 바디랭귀지로 표현을 해도 믿지도 않고 자꾸 웃고 밖에 나가서 보는데 화들짝 놀라서 톰을 피한다. 제리가 집에 돌아가려는데 톰이 제리를 쫒다가 꾸꾸 덕분에 톰은 지하철에 부딪히고 제리와 꾸꾸만 살아남아서 지하철에 타게 된다.
- 투들스 글로어 (Toodles Galore)

톰이 좋아하는 흰색 암컷 고양이, 부치와 톰이 삼각관계로 다투는 대상이 되기도 한다.
- 투스 (Toots)

톰이 좋아하는 옅은 노란색과 살구색 사이의 작은 암컷 고양이, 일반적으로 삼각관계는 아니지만 제리의 괴롭힘으로 톰과의 데이트는 깨진다.
- 드루피 (Droopy)

항상 무념무상의 표정을 짓고 있는 바셋하운드. 말투가 매우 느리고 느긋하다.
- 드리플 (Dripple)

드루피의 아들. 아빠 못지않게 말투가 느리나 영리하다.

### 단역
- 엉클 페코스 (제리의 삼촌, Uncle Pecos)

톰의 수염을 뽑아서 기타줄로 쓴다. 역시 제리 집안이라 엄청난 괴력을 소유하고 있다.
- 겁쟁이 조지 (톰의 사촌, George)

톰과 비슷하게 생겼지만, 고양이 인데도 쥐를 무서워한다.
- 엘 마그니피코 (El Magnifico)

제리와 동일시되며, 스페인에 사는 쥐. 아주 영리해서 톰도 못잡고 포기한다.
- 골프장 딱따구리

제리때문에 톰이 고생하게 된다.
- 금붕어 (실제로 많이 나오지만 이름을 알 수 없다.)

- 상어

주로 척 존스가 제작한 편에 많이 나온다.
- 서커스 사자

서커스장에서 도망친 사자이다. 제리의 도움으로 아프리카로 돌아간다.
- 독수리

톰의 여장을 보고 반한다.
- 제리의 사촌 머슬스 (흔히 천하장사 생쥐라 부름, The Muscles Mouse(Muscles))

- 나폴리의 토포 (제리의 친구, Topo the Neopolitan)

- 춤추는 곰

- 코끼리 점보와 점보 엄마

- 방사능 하얀 쥐

- 서커스 출신의 아기 물개

- 엄마 닭과 병아리

- 개미들

- 사람들

- 개장의 개들

- 개와 고양이들

두 종 모두 톰과 제리를 괴롭힌다. 이런 경우에는 톰과 제리가 잠시 동맹하기도 한다.
- 세 마리의 어린 고양이

잠깐 매미 투슈가 맡아 기른 세 마리의 어린 고양이. 톰과 제리를 공격하기 때문에, 톰과 제리가 잠시 동맹을 한적이 있다.
- 로봇 톰과 로봇 제리

톰과 제리 우주 시리즈 세 편에 등장했다.
- 미케노 (로봇고양이)

- 그 외 여럿